# Чорний російський

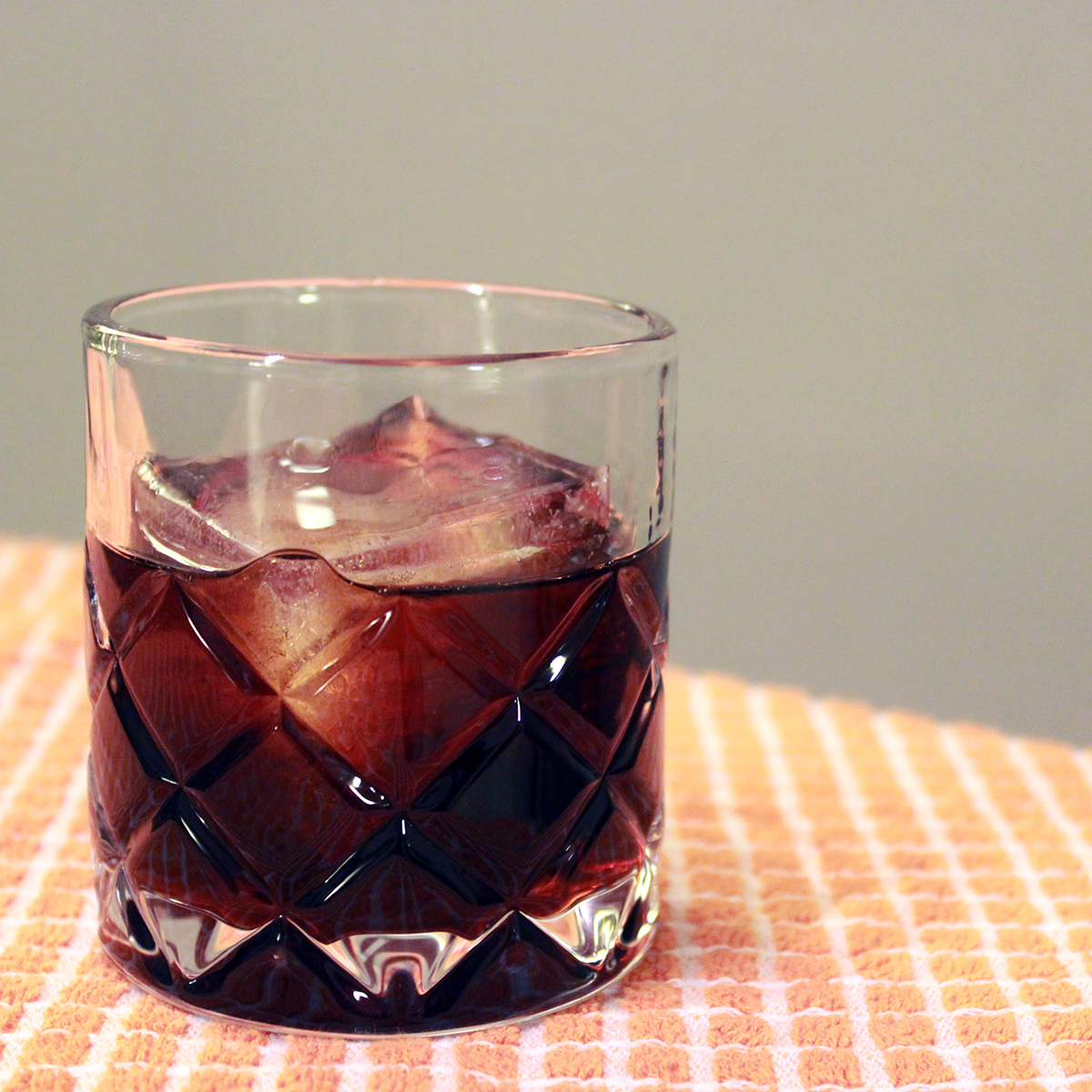
Коктейль Black Russian

«Black Russian», або «Чорний російський» — коктейль, який містить горілку і кавовий лікер (наприклад, Kahlúa). Класифікується як дигестив (десертний). Належить до офіційних напоїв Міжнародної асоціації барменів, категорія «Сучасна класика» (англ. Contemporary classics).

## Склад
- 7/10 частини горілки;
- 3/10 частини лікеру Kahlúa;
- Колотий лід.

Подається в келисі на дробленому льоді; при приготуванні використовується метод білд.

## Історія
Коктейль вперше був виготовлений в 1949 році бельгійським барменом Гюставом Топом, який приготував його в готелі Метрополь в Брюсселі на честь Перла Места ( en: Perle Mesta), який був послом США в Люксембурзі. Коктейль вважається предком всіх кавових коктейлів.
Отримав своє ім'я «Чорний росіянин», знаменуючи темний період холодної війни проти Радянського Союзу. Цей коктейль, який вважається родоначальником змішаних напоїв, що включають в себе каву, увійшов до збірки (Gotha) світових коктейлів тільки в другому перевиданні IBA.